# Virtual Boy
Virtual Boy er en mobil spillekonsol fra Nintendo. Den blev aldrig særlig populær, måske fordi den fungerede på batterier.
Virtual boy var Nintendos første forsøg på at lave "rigtig" 3D grafik. Maskinen har form som et par store briller, som man skal iføre sig, og kan derfor kun benyttes af én person ad gangen. Virtual Boy skabte stor debat da mange mente, at den kunne skade hjernen og synet. Derfor valgte Nintendo at sætte spilletidsgrænsen til 15 minutter ad gangen.
Virtual Boy kan kun vise to farver, rød og sort.